# 朱塞佩·曼贾罗蒂
朱塞佩·曼贾罗蒂（義大利語：Giuseppe Mangiarotti，1883年5月27日—1970年10月24日），意大利击剑运动员。他曾代表意大利参加1908年夏季奥林匹克运动会击剑比赛。

## 家庭
儿子达里奥·曼贾罗蒂、爱德华多·曼贾罗蒂、马里奥·曼贾罗蒂。